# Yann Bijer
Yann Bijer (10 septembre 1940, Léchiagat - ) est un auteur conteur bretonnant du pays bigouden. 

## Romans
Ses romans policiers appréciés pour leur style vivace et pittoresque, se déroulent généralement à Brest ou dans le Léon.
En 2007, il publie aux éditions Al Liamm un roman sur la vie des marins pêcheurs de Léchiagat, dans le pays bigouden, au début du siècle dernier : Avel gornôg.
Son roman "Torrebenn" paru en 2011 aux éditions Al Liamm retrace un épisode de la révolte des bonnets rouges en Bretagne en 1675, vécu par des habitants de Combrit. Il publie en 2016 un nouveau roman, Bar Abba, aux éditions Al Liamm, dans lequel il imagine à l'énigmatique Barabbas un parcours de combattant nationaliste déçu dans ses espoirs, en le situant dans un tableau vivant des courants qui traversent le monde juif de Palestine à l'époque.

## Contes
Son ouvrage, Koñchennou ar goelan masklet (les Contes du Goéland Masqué) a été un vrai succès. Accompagné de CD permettant d'écouter l'auteur conter lui-même, avec humour et sur le mode du pastiche politico-historique, comment les goélands du pays bigouden avaient réussi à tenir tête à l'Armada espagnole comme aux policiers du GIGN.
Un deuxième ouvrage prolongeant le premier est paru en 2006.

## Prix
En 2002, lui a été décerné par France 3 Ouest le prix du meilleur roman policier  pour son livre Teñzor dindan-vor ar Priz-Frederik.
En 2006, il a reçu le prix Xavier de Langlais pour son roman Avel Gornôg.
En 2012 Il a reçu le prizioù FR3 du livre de fiction pour son roman Torrebenn sur la révolte des bonnets rouges dans le pays Bigouden.